# Гірські ліси Кордильєри-де-ла-Кости
Гірські ліси Кордильєри-де-ла-Кости (ідентифікатор WWF: NT0117) — неотропічний екорегіон тропічних та субтропічних вологих широколистяних лісів, розташований на півночі Венесуели.

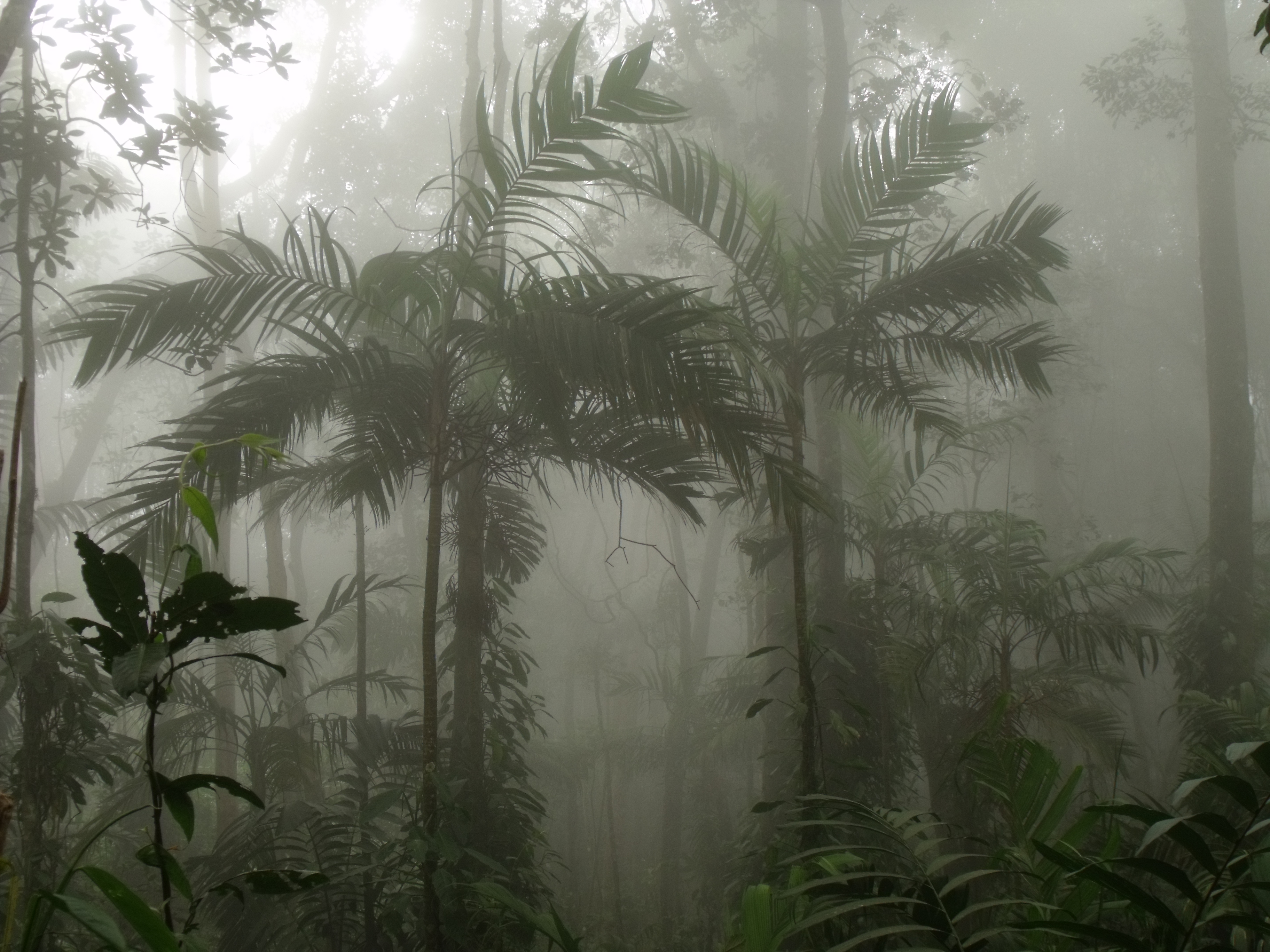
Хмарний ліс у високогір'ях Кордильєри-де-ла-Кости

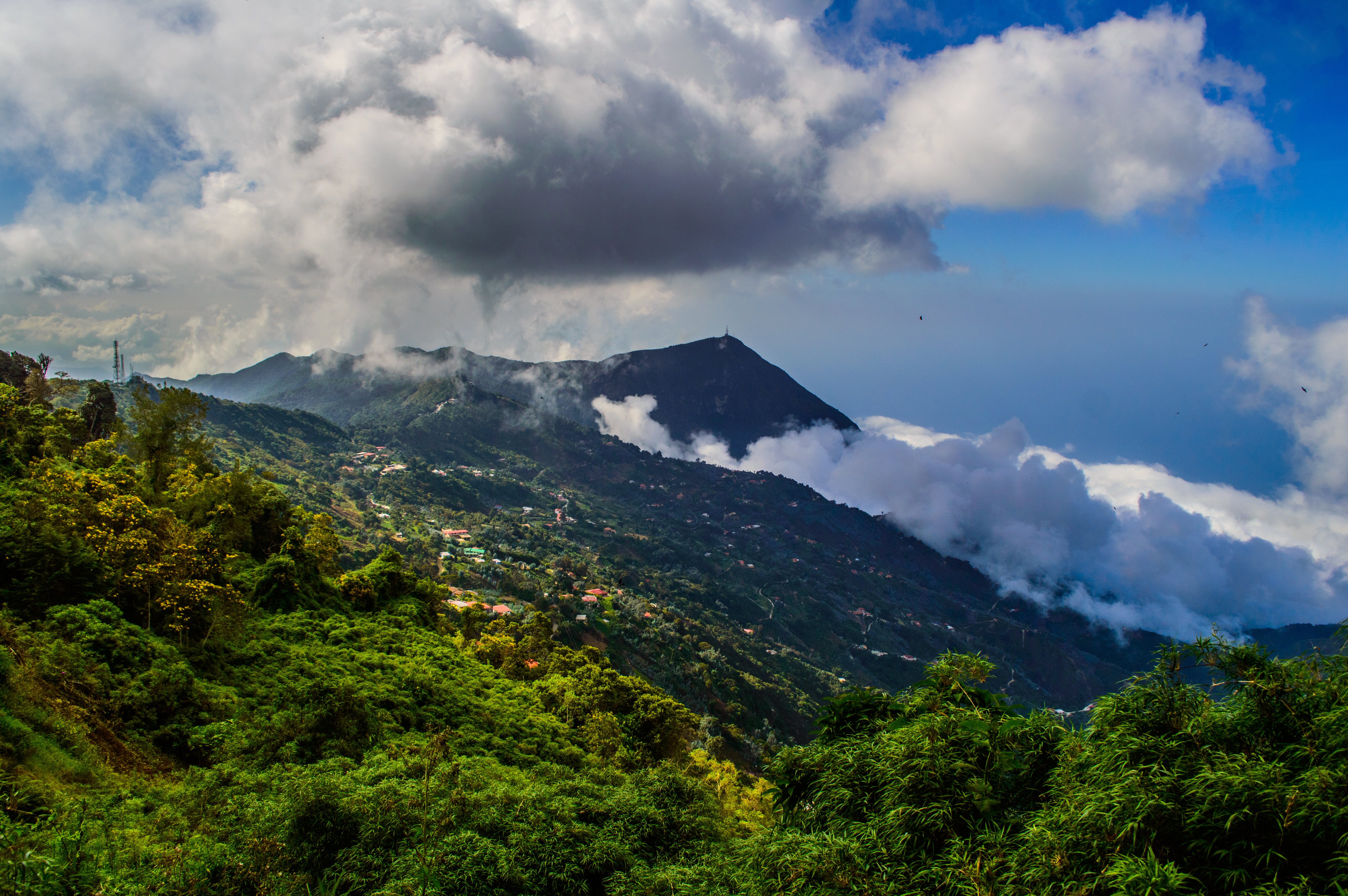
Ландшафт Венесуельського Прибережного хребта

## Географія
Екорегіон гірських лісів Кордильєри-де-ла-Кости простягається на 800 км із заходу на схід уздовж північного узбережжя Венесуели, від штату Яракуй на схід до штату Сукре. Він охоплює одинадцять анклавів гірських лісів, розташованих у горах Венесуельського Прибережного хребта або Кордильєри-де-ла-Коста — північно-східного продовження південноамериканських Анд. Західною межею екорегіону є Яракуйська западина, по якій протікає річка Яракуй. Вона відділяє Венесуельський Прибережний хребет від гір Кордильєра-де-Мерида та від гір регіону Коро. На висоті нижче 600 м над рівнем моря гірські ліси екорегіону переходять у склерофітні чагарники Ла-Кости та у склерофітні чагарники Араї та Парії, а на крайньому заході — у сухі ліси Лари та Фалькону.
Кордильєра-де-ла-Коста складається з двох паралельних гірських хребтів — Серранії-дель-Літораль або Прибережного хребта та Серранії-дель-Інтеріор або Внутрішнього хребта. Ці хребти розділені низкою посушливих міжгірських долин; у одній з них знаходиться озеро Валенсія, а у іншій — Столичний округ Венесуели, який включає столицю та найбільше місто країни Каракас, в агломерації якого проживає понад 5 мільйонів людей. Загалом міжгірські долини Венесуельського Прибережного хребта є найбільш густонаселеним регіоном Венесуели.
Найвищими горами у західній частині Серранії-дель-Літораль є Піко-Наїгуата (2765 м), Ла-Сілья-де-Каракас (2650 м) і Серро-Авіла (2159 м), розташовані на північний схід від Каракаса, та гора Природна пам'ятка Піко-Кодацці (2429 м), розташована на північ від міста Маракай, а найвищими горами Серранії-дель-Інтеріор — Серро-Платільйон (1930 м) та Гуатопо (1800 м). Східна частина Серранії-дель-Літораль представлена горами Серранія-де-Турімікуїре, найвищими вершинами якої є Серро-Трістеса (2660 м) та Піко-Турімікуїре (2596 м), а східна частина Серранії-дель-Інтеріор — горами півостровів Арая та Парія. Найвищими вершинами півострова Парія є гори Серро-Умо (1256 м) та Серро-Патао (1048 м).
Кордильєра-де-ла-Коста є старшою за Анди. Ці гори почали підійматися і набули своєї сучасної, витягнутої із заходу на схід форми наприкінці крейдового періоду. Основу Кордильєри-де-ла-Кости складають переважно сланці та гнейси, які у деяких районах підстилаються гранітами; також у деяких районах, зокрема в горах Моррос-де-Сан-Хуан поблизу міста Сан-Хуан-де-лос-Моррос, присутні вапняки. В регіоні зустрічаються карстові форми рельєфу, найвідомішою з яких є печера Гуачаро поблизу міста Каріпе. Ґрунти в регіоні представлені кислими ентісолями та ультісолями; вони переважно бідні на поживні речовини, за винятком деяких долин навколо озера Валенсія.

## Клімат
На низьких висотах екорегіону переважає саванний клімат (Aw за класифікацією кліматів Кеппена), а на великих висотах — високогірний субтропічний клімат (Cfb або Cwb за класифікацією Кеппена). Під час сухого сезону з грудня по квітень на клімат регіону значно впливають північно-східні пасати, а під час вологого сезону міжтропічна зона конвергенції приносить вологі повітряні маси з Карибського моря. Середня температура в горах Кордильєри-де-ла-Кости становить 10-20 °C, а середньорічна кількість опадів коливається від 1000 до 3000 мм. На висоті приблизно 800-1000 м на навітряних схилах та на висоті 1000-1200 м на підвітряних схилах часто трапляються сильні тумани.

## Флора
Рослинний покрив екорегіону представлений вічнозеленими перехідними лісами, вічнозеленими гірськими хмарними лісами та високогірними карликовими лісами, розподіл яких залежить від висоти над рівнем моря та експозиції схилів 
Вічнозелені перехідні ліси поширені на висоті від 600 до 900 м над рівнем моря. Вони формують перехідну зону між низькогірськими напівлистяними лісами, які є частиною екорегіону склерофітних чагарників Ла-Кости, та високогірними хмарними лісами. Їх основу складають білі рамуни (Trophis racemosa), фікуси Макбріджа (Ficus macbridei), каракаські тетрагастріси (Tetragastris caracasana), гостролисті зантоксилуми (Zanthoxylum acuminatum) та блискучі банари (Banara nitida). Ці дерева формують закритий лісовий намет, над яким подекуди підіймаються велетенські ендемічні карибські гірантери (Gyranthera caribensis), які можуть виростати до 60 м заввишки. В підліску поширені чагарники, зокрема блискучі афеляндри (Aphelandra micans), роздільноцвіті беслерії (Besleria disgrega), великолисті психотрії (Notopleura macrophylla) та безніжкові гоффманнії (Hoffmannia apodantha), а також численні папороті та високі трав'янисті рослини, зокрема червоні геліконії (Heliconia bihai), скручені геліконії (Heliconia revoluta), плямисті диффенбахії (Dieffenbachia seguine) та різні представники родини Марантові (Marantaceae).
Вічнозелені гірські хмарні ліси поширені на висоті від 1000 до 2200 м над рівнем моря і є найбільш флористично різноманітним типом рослинності в екорегіоні. Дерева в них формують 2-3 яруси, а лісовий намет розташований на висоті 15-20 м над землею. Серед дерев, поширених у гірських хмарних лісах Кордильєри-де-ла-Кости, слід відзначити гілкоцвіту екклінусу (Ecclinusa ramiflora), широколисту граффенріду (Graffenrieda latifolia) та різні види окотей (Ocotea spp.). Також у хмарних лісах регіону дуже поширені пальми, які зустрічаються як у верхньому ярусі, так і в підліску. Деякі з них, зокрема ходячі сократеї (Socratea exorrhiza), різні види аракових пальм (Dictyocaryum spp.) та геоном (Geonoma spp.), ростуть поодинці, тоді як деякі, зокрема пальми Піттьє (Hyospathe pittieri), обгризені веттінії (Wettinia praemorsa) та різні види бактрісів (Bactris spp.), утворюють великі монодомінантні скупчення. Крім того, у хмарних лісах Кордильєри-де-ла-Кости поширені численні наземні та епіфітні папороті, а також епіфіти з родин Зозулинцеві (Orchidaceae), Бромелієві (Bromeliaceae), Вересові (Ericaceae) та Геснерієві (Gesneriaceae). В підліску хмарних лісів поширені різноманітні чагарники та трав'янисті рослини, серед яких є багато ендемічних видів.
На висоті понад 2200-2400 м над рівнем моря поширені високогірні карликові ліси, які багато в чому нагадують чагарники субпарамо, поширені у високогір'ях Анд. Основу карликових лісів екорегіону складають невисокі рясноцвіті клузії (Clusia multiflora), улькумано Гармса (Prumnopitys harmsiana) та різні види вейнманній (Weinmannia spp.), а основу відкритих чагарників з нерівномірним, однак доволі густим трав'яним ярусом — олеандролисті еспелетії (Libanothamnus neriifolius).
Завдяки ізоляції гірських лісів Кордильєри-де-ла-Кости їхня флора характеризується високим рівнем ендемізму. Загалом в екорегіоні зареєстровано близько 250 видів ендемічних рослин. Фітогеографічно флора Кордильєри-де-ла-Коста демонструє сильніші зв'язки з флорою Центральної Америки та Карибів, ніж з флорою Північних Анд.

## Фауна
Серед великих ссавців, поширених в гірських лісах регіону, слід відзначити південноамериканського тапіра (Tapirus terrestris), американську мазаму (Mazama americana), ошийникового пекарі (Dicotyles tajacu), ведмежого ревуна (Alouatta arctoidea) та бурогорлого лінивця (Bradypus variegatus) а також пуму (Puma concolor) та ягуара (Panthera onca), найбільших хижаків Венесуели, а серед менших ссавців — оцелота (Leopardus pardalis), онцилу (Leopardus tigrinus), тайру (Eira barbara), кінкажу (Potos flavus), рудохвосту вивірку (Sciurus granatensis), малого лісового рисового хом'яка (Microryzomys minutus), південного опосума (Didelphis marsupialis) та американського тамандуа (Tamandua tetradactyla). Ендеміками екорегіону є пацюки-крабоїди Піттьє (Ichthyomys pittieri), кордильєрські колючі торбомиші (Heteromys catopterius), кордильєрські підхмарники (Nephelomys caracolus) та венесуельські мідиці (Cryptotis venezuelensis), а майже ендемічними його представниками — венесуельські бурі капуцини (Cebus brunneus), венесуельські лазаючі миші (Rhipidomys venezuelae), чарівні лазаючі миші (Rhipidomys venustus), сірочереві стрункі мишачі опосуми (Marmosops fuscatus) та рудобокі голохвості опосуми (Monodelphis palliolata).
Орнітофауна екорегіону включає тао (Tinamus tao), світлоголову пенелопу (Penelope argyrotis), каліфорнійського голуба (Patagioenas fasciata), колумбійського голубка (Zentrygon linearis), сіроволого ерміта (Phaethornis augusti), іскристого колібрі (Colibri cyanotus), плямистоволого колібрі (Adelomyia melanogenys), зеленогорлого колібрі-барвограя (Metallura tyrianthina), золотохвостого колібрі-сапфіра (Chrysuronia oenone), віхтьохвостого колібрі-пухонога (Ocreatus underwoodii), королівського колібрі-сильфа (Aglaiocercus kingii), нагірну сплюшку (Megascops roraimae), оливковокрилого дятла-смуганя (Colaptes rubiginosus), біловусу таматію (Malacoptila mystacalis), строкатого папугу (Touit batavicus), зеленоголового папугу-червоногуза (Pionus sordidus), колумбійського аратингу (Psittacara wagleri), лісового батарито (Dysithamnus mentalis), гірського дереволаза (Lepidocolaptes lacrymiger), середнього дереволаза-міцнодзьоба (Xiphocolaptes promeropirhynchus), смугастоволого пію (Synallaxis cinnamomea), еквадорського птаха-гончара (Thripadectes virgaticeps), гірську еленію (Elaenia frantzii), андійського тирана-інку (Leptopogon superciliaris), коричневого біро (Pyrrhomyias cinnamomeus), сивого піві (Contopus fumigatus), андійського копетона (Myiarchus cephalotes), андійського віреона (Vireo leucophrys), зелену паю (Cyanocorax yncas), рудоволого поплітника (Pheugopedius rutilus), сіроволого тріщука (Henicorhina leucophrys), андійського дрозда (Turdus serranus), капуцинового дрозда (Turdus olivater), жовтоногого дроздика (Turdus flavipes), синьошийого органіста (Chlorophonia cyanea), мінливобарвного зеленника (Chlorospingus flavopectus), вохристоволого заросляка (Atlapetes semirufus), тропічну пірангу (Piranga lutea), золотолобого плюшівника (Catamblyrhynchus diadema), синьоголову саяку (Sporathraupis cyanocephala), цятковану танагру (Ixothraupis guttata), гиролу (Tangara gyrola) та терзину (Tersina viridis).
Ендеміками екорегіону є венесуельські токро (Odontophorus columbianus), венесуельські колібрі-сильфи (Aglaiocercus berlepschi), лісові колібрі-німфи (Hylonympha macrocerca), венесуельські понгіто (Grallaricula cumanensis), строкаті понгіто (Grallaricula loricata), каракаські тапакуло (Scytalopus caracae), чорногорлі пію (Synallaxis castanea), оливкові філідори (Syndactyla guttulata), білогорлі гострохвости (Premnoplex tatei), венесуельські плодоїди (Pipreola formosa), жовточереві тиранчики (Phylloscartes flaviventris), венесуельські тирани-крихітки (Phyllomyias urichi), білоброві тирани-малюки (Zimmerius petersi), венесуельські ореджеріто (Pogonotriccus venezuelanus), каракаські тихоголоси (Arremon phaeopleurus), парійські тихоголоси (Arremon phygas), венесуельські коронники (Myiothlypis griseiceps), парійські чернітки (Myioborus pariae), венесуельські квіткоколи (Diglossa venezuelensis) та венесуельські танагри (Tangara rufigenis), а майже ендемічними його представниками — північні кракси-рогані (Pauxi pauxi), темночереві голкохвости (Chaetura andrei), аметистоволі колібрі (Sternoclyta cyanopectus), білохвості колібрі-шаблекрили (Campylopterus ensipennis), венесуельські колібрі-смарагди (Chlorostilbon alice), вузькохвості колібрі-смарагди (Chlorostilbon stenurus), тринідадські колібрі-іскринки (Chaetocercus jourdanii), венесуельські котори (Pyrrhura hoematotis), каракаські котори (Pyrrhura emma), венесуельські погоничі (Laterallus levraudi), венесуельські квезалі (Pharomachrus fulgidus), блакитнощокі тукани (Aulacorhynchus sulcatus), венесуельські тілугі (Drymophila klagesi), великі мурашниці (Grallaria excelsa), рудоволі понгіто (Grallaricula ferrugineipectus), смугастохвості пію (Synallaxis cinnamomea), гірські тирани-малюки (Zimmerius minimus), вохристоволі заросляки (Atlapetes semirufus), рудоголові каптурники (Thlypopsis fulviceps) та синьокрилі танагри (Stilpnia cyanoptera).
Герпетофауна екорегіону також включає низку ендемічних плазунів, зокрема плямисту анадію (Anadia marmorata), тигрового аноліса (Anolis tigrinus), наземного полоза Вільямса (Erythrolamprus williamsi) і венесуельську лісову ямкоголову гадюку (Bothrops medusa), та амфібій, зокрема дуже рідкісну верагуаську коротконогу жабу (Atelopus cruciger). Загалом ендеміками екорегіону є принаймні 11 видів плазунів та 21 вид амфібій.

## Збереження
Більша частина лісів на низьких та середніх висотах Кордильєри-де-ла-Кости була знищена, а незаймані ліси збереглися переважно у важкодоступних високогір'ях. Основними загрозами для збереження природи екорегіону є вирубка лісів, розвиток інфраструктури, вилучення рідкісних видів рослин з метою продажу, а також часті пожежі, що регулярно спалахують під час сухого сезону у знеліснених та переважно вкритих вторинними саванами навколишніх низинних районах.
Оцінка 2017 року показала, що 10 390 км², або 73 % екорегіону, є заповідними територіями. Природоохоронні території включають: Національний парк Маракао, Національний парк Анрі Піттьє, Національний парк Ель-Авіла, Національний парк Гуатопо, Національний парк Сан-Естебан, Національний парк Мочіма, Національний парк Гуачаро та Національний парк півострова Парія.